# Cluzobra edwardsi
Cluzobra edwardsi är en tvåvingeart som beskrevs av Lane 1960. Cluzobra edwardsi ingår i släktet Cluzobra och familjen svampmyggor. Inga underarter finns listade i Catalogue of Life.